# Departamento de Águas e Esgotos Esporte Clube
Departamento de Águas e Esgotos Esporte Clube, mais conhecido como D. A. E., foi uma agremiação esportiva brasileira, sediada em Brasília, no Distrito Federal. O clube foi fundado por funcionários do Departamento de Águas e Esgotos.

## História
O clube disputava o Departamento Autônomo da Federação Desportiva de Brasília.

## Estatísticas

### Participações
| Competição                | Competição            | Temporadas | Melhor campanha     | Estreia | Última | P | R |
| Distrito Federal (Brasil) | Departamento Autônomo | 3          | Vice-campeão (1967) | 1967    | 1969   | – | – |